# 竹子尖山
竹子尖山，或作竹仔尖山，是臺灣臺南市楠西區梅嶺與南化區交界，海拔1109公尺，名列台灣小百岳。山頂被整建為觀景平台，視野良好，可俯瞰嘉南平原，一旁立有勒石與二等三角點1090號基石